# Emilio Mitre (militar)
Emilio Máximo Mitre (Carmen de Patagones, 5 de enero de 1824 - Buenos Aires, 24 de diciembre de 1893) fue un militar argentino, hermano del presidente Bartolomé Mitre, que participó en las guerras civiles argentinas, en la guerra del Paraguay y en las campañas contra los indígenas del sur de su país.

## Biografía
Pasó su niñez y su juventud en Montevideo, y se enroló en el ejército del Uruguay en 1841. Participó en la batalla de Arroyo Grande y se retiró con el general Fructuoso Rivera a Montevideo. Allí defendió la ciudad durante el sitio que le impuso Manuel Oribe.
Se incorporó al Ejército Grande de Urquiza a fines de 1851, y combatió en la batalla de Caseros.
Instalado definitivamente en Buenos Aires, participó en la revolución del 11 de septiembre de 1852, que dividió al país entre la Confederación Argentina y el Estado de Buenos Aires y en la defensa de la ciudad durante el sitio que le impuso el general federal Hilario Lagos.
Fue puesto al mando de la guarnición de Mercedes, con la misión de evitar en el futuro que las futuras invasiones federales desde Santa Fe lograran acercarse a la capital.
En 1855 fue destinado al fuerte Azul para preparar una ofensiva contra los caciques Catriel y Cachul, que finalmente no tuvo mayor éxito. En septiembre de 1857, sin embargo, logró una importante victoria sobre los ranqueles en el combate de "Cañada de los Leones", cerca de Melincué.
Combatió en la batalla de Cepeda al frente de un batallón de infantería, que fue vencido por la superioridad del ejército federal.
De regreso a la frontera, organizó y construyó fuertes y fortines. Participó en la batalla de Pavón, y su hermano, el gobernador –y luego presidente– Bartolomé Mitre lo puso al mando de toda la línea de defensa contra los indígenas en la provincia de Buenos Aires.  
En 1865, al estallar la Guerra del Paraguay, fue ascendido al grado de general y comandó una división de infantería en varias batallas. Su mayor éxito lo consiguió al derrotar una ofensiva paraguaya en la batalla de Boquerón. Acompañó a su hermano en su regreso a Buenos Aires, en 1867.
El general Emilio Mitre fue comandante del segundo cuerpo de ejército de operaciones en el Paraguay en 1866. El ejército de operaciones al mando del general en jefe, brigadier general Bartolomé Mitre. su hermano. El segundo cuerpo con la guardia nacional de Buenos Aires y dividido en cuatro divisiones, ocho brigadas y una brigada de artillería. La primera división bajo el mando del coronel José María Bustillo, la segunda división bajo el coronel Emilio Conesa, la tercera división bajo el coronel Cesáreo Domínguez y la cuarta división al mando del segundo comandante del cuerpo, coronel Luis María Agüero. El cuerpo de artillería a cargo del coronel Julio de Vedia.
En noviembre de 1868, el presidente Sarmiento lo nombró comandante en jefe de las fuerzas argentinas en el Paraguay. Su participación en la misma fue muy limitada. El 31 de diciembre de 1868 se encuentra en el mando argentino cuando se produce la ocupación de Asunción por las fuerzas aliadas.
Tras el final de la guerra, fue puesto al mando del ejército nacional contra la rebelión jordanista. Las fuerzas federales de Ricardo López Jordán infligieron varias derrotas a las fuerzas nacionales, sin lograr destruirlas, mientras evitaban combates frontales contra las mismas. Fue reemplazado por el general Gelly, que logró derrotar a López Jordán tras muchos meses de lucha.
Durante la primera mitad de la década de 1870 fue comandante de fronteras de Buenos Aires y jefe de Estado Mayor del Ejército Argentino. Si bien su participación en la revolución de 1874 fue indirecta, fue destinado a tareas administrativas, pasando posteriormente a retiro.
Fue diputado nacional entre 1880 y 1884. En 1893 fue Jefe del Estado Mayor General, y participó en la represión de la Revolución del Parque. Durante la misma contrajo una neumonía que lo llevaría a la muerte, a fines de ese año.